# Syrphoctonus compactus
Syrphoctonus compactus là một loài tò vò trong họ Ichneumonidae.